# Yola porcata
Yola porcata är en skalbaggsart som först beskrevs av Johann Christoph Friedrich Klug 1834.  Yola porcata ingår i släktet Yola och familjen dykare. Inga underarter finns listade i Catalogue of Life.